# Chaetonotus berissensis
Chaetonotus berissensis är en djurart som tillhör fylumet bukhårsdjur, och som beskrevs av Luis E. Grosso 1976. Chaetonotus berissensis ingår i släktet Chaetonotus och familjen Chaetonotidae. Inga underarter finns listade i Catalogue of Life.